# باتريك ماهر
باتريك ماهر (بالإنجليزية: Patrick Maher)‏ هو لاعب قذف أيرلندي، ولد في 12 أكتوبر 1989 في كلونمل ‏ في جمهورية أيرلندا.